# 佐藤倫子
佐藤 倫子（さとう のりこ、1983年〈昭和58年〉4月11日 - ）は、長崎県島原市出身のフリーアナウンサー、元名古屋テレビ放送（メ〜テレ）の女性アナウンサー。主に土曜午前の情報番組を担当していた。

## 来歴・人物
血液型A型。趣味は美術館めぐり、特技はバレエ。
東京都生まれで12歳まで在住、中学・高校・大学時代を現在の長崎県島原市で過ごした。長崎県立島原高等学校、活水女子大学卒業。学生時代に、長崎観光親善大使（ロマン長崎）及び『ゼクシィ』九州版の専属モデルを務めたことがある。
大学卒業後、2006年（平成18年）10月にメ〜テレに入社。同期入社は大嶽まどか、合田倫子。愛称のサトノリは『アナ誕!』にて山里亮太に名付けられたのがきっかけで、『WAYAYAあはっ!』でも使われるようになり、公式の愛称となった。
2012年（平成24年）3月をもってメ〜テレを退社すると同局の自身のブログで明らかにした。担当番組『昼まで待てない!』（2012年3月31日放送回）のエンディングにて、司会の麒麟から卒業を明かされ、花束が贈られた。同日正午から生放送の特別番組『ニッポンど真ん中遺産』が最終出演となった。
北米での留学を経て、愛知県を中心とした東海地方でのフリーアナウンサー及びヨガインストラクターとして活動し、2014年4月からCBCテレビでレギュラー活動再開。

## 出演番組

### メ〜テレアナウンサー時代
情報番組
- WAYAYA丼 - リポーター（2007年1月 - 3月）
- WAYAYAあはっ!
- サタあはっ! - 司会
- 昼まで待てない! - 進行（2011年4月 - 2012年3月）
- ドデスカ! - 東海“麺”ロード（2011年10月 - 2012年3月）

報道番組
- UP! - サブキャスター（2009年4月 - 2011年9月）
  - START UP!
  - +UP!
- メ〜テレNEWS（不定期）

バラエティ番組
- アナchu!
- アナ誕!
- 夫婦交換バラエティー ラブちぇん - 進行（2008年10月 - 12月）
- バグルー!! - ナレーション（2009年1月 - 4月）
- 小学生クラス対抗30人31脚 東海地区大会

ミニ番組
- ウルフィPRESS（不定期）
- 女子アナのリアクション（2009年10月 - 2012年3月）

### フリー転身後
- ゴゴスマ -GO GO!Smile!-（CBCテレビ） - 火曜リポーター（2014年4月 - 2015年5月26日）
- KEIBA BEAT（東海テレビ）- アシスタント（2015年7月 - 2017年3月26日）[3]

## その他
- 女子アナ出題! Theご当地問題 DVD&カード（タカラトミー、2007年9月27日発売）